# Kościół ewangelicki w Miszkowicach
Kościół ewangelicki w Miszkowicach – barokowy kościół ewangelicki w Miszkowicach, znajdujący się w stanie ruiny.

## Historia
Miszkowice posiadały dwa kościoły stosownie do wyznania mieszkańców: kościół katolicki (obecnie pw. Wszystkich Świętych) i protestancki. Obie świątynie zbudowano na końcu wsi w niewielkiej odległości od Jarkowic, stąd wydaje się, że wioski te skazane były na bliskie współżycie. Kościół został wzniesiony w latach 1771–1773 przez kowarskiego budowniczego Bandta.
Kościół założony był na rzucie prostokąta, z kwadratową wieżą dostawioną na osi od wschodu, nakryty dachem łamanym z lukarnami. Posiadał wysokie okna w opaskach. Wnętrze było trzykondygnacyjne, z drewnianymi emporami bogato polichromowanymi i zdobionymi, podobnie jak strop i ściany.
Po II wojnie światowej do 1947 r. kościół był użytkowany przez niemieckich mieszkańców, którzy jeszcze pozostawali w Miszkowicach. Po 1947 r. na krótko przez katolików, jednak przedstawiciele ówczesnej władzy kazali jeden z kościołów odebrać parafii. Wyposażenie kościoła ewangelickiego (ołtarz, ambona i chrzcielnica) zostało przewiezione przez ks. Władysława Lupę (1910–1981) do kościoła Najświętszego Serca Pana Jezusa w Mysłakowicach.
Zimą 1997 r. rozebrano kopułę wieży, ponieważ groziła katastrofą budowlaną. W połowie kwietnia 1998 r. zawaliła się część dachu, wieży i muru podpierającego strop kościoła.

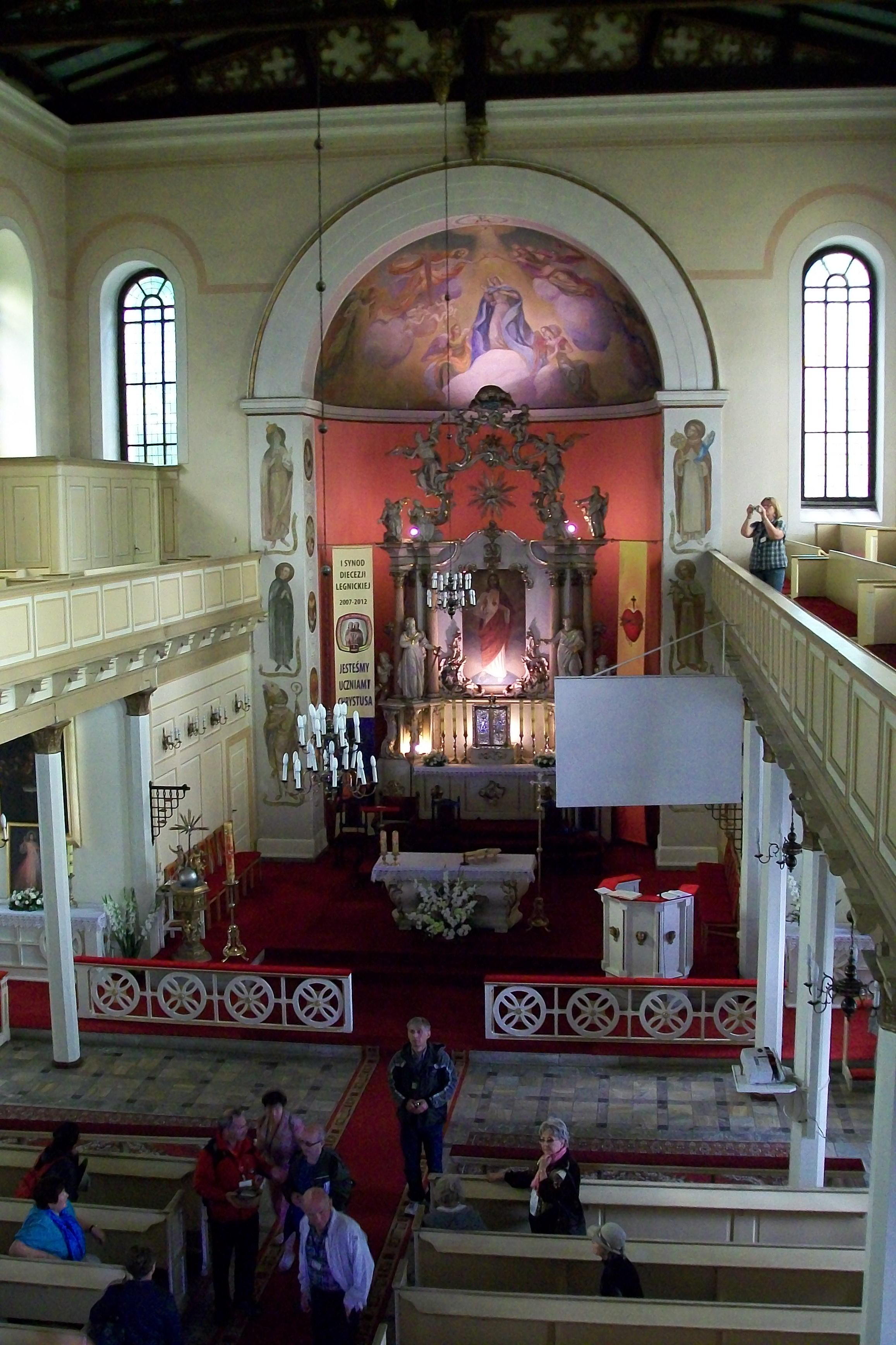
Ołtarz główny, ambona oraz chrzcielnica z kościoła ewangelickiego z Miszkowic w kościele NSPJ w Mysłakowicach